# Dracula ubangina
Dracula ubangina – gatunek rośliny z rodziny storczykowatych. Gatunek występujący na terenach Ekwadoru.